# Neopsylla ninae
Neopsylla ninae är en loppart som beskrevs av Beaucournu et Sountsov 1999. Neopsylla ninae ingår i släktet Neopsylla och familjen mullvadsloppor. Inga underarter finns listade i Catalogue of Life.